# San Marcial Ozolotepec
San Marcial Ozolotepec è un comune del Messico, situato nello stato di Oaxaca.